# Aziru
Aziru (fl. XIV secolo a.C.) è stato il re canaanita di Amurru, l'odierno Libano, nel XIV secolo a.C.

## Biografia
Era figlio di Abdi-Ashirta, il precedente vassallo egiziano di Amurru, contemporaneo diretto di Akhenaton.
La gestione di Aziru è ben conosciuta grazie alle lettere di Amarna. Mentre era formalmente un vassallo dell'Egitto, tentò di espandere il proprio regno verso la costa del Mediterraneo, conquistando al città di Sumur (Simyrra). Questo fu visto con allarme dagli stati vicini, ed in particolare da Rib-Hadda, re di Gubla, (Biblo), il quale chiese agli Egizi truppe per la propria protezione. Rib-Hadda fu alla fine esiliato e, probabilmente non molto dopo, ucciso per ordine di Aziru. Rib-Hadda aveva lasciato la propria città di Biblo per quattro mesi al fine di stipulare un trattato con il re di Beirut, Ammunira, ma al suo ritorno a casa scoprì che un colpo di Stato del fratello Ilirabih lo aveva destituito. Trovo temporaneamente rifugio presso Ammunira, ed in seguito chiese aiuto all'Egitto per poter tornare sul proprio trono (EA 136-138; EA 141 & EA 142). Quando questo tentativo fallì, Rib-Hadda fu obbligato a chiedere aiuto al suo nemico giurato, Aziru, per poter riconquistare la propria città. Aziru non perse molto tempo prima di tradirlo, inviandolo tra le mani dei re di Sidone dove Rib-Hadda quasi sicuramente morì. Questo evento viene citato nella lettera di Amarna EA 162 da Akhenaton ad Aziru, quando il faraone chiede ad Aziru di raggiungere l'Egitto per fornire spiegazioni. Aziru fu incarcerato in Egitto per almeno un anno, prima di essere rilasciato quando gli Ittiti stavano avanzando conquistando l'importante città di Amki, minacciando quindi Amurru (EA 170).
Ad Aziru fu permesso di lasciare l'Egitto e ritornare nel suo regno. Aziru aveva però preso segretamente contatti con il re ittita Šuppiluliuma I, ed al suo ritorno ad Amurru si alleò definitivamente con gli Ittiti, a cui rimase leale fino alla morte. Per questo motivo Amurru rimase legata agli Ittiti fino ai regni dei faraoni della XIX dinastia, Seti I e Ramesse II.